# Tazzelenghe
La tazzelenghe est un cépage italien de raisins noirs.

## Origine et répartition géographique
Elle provient probablement de la région Frioul-Vénétie Julienne.
Elle est classée cépage d'appoint en DOC Colli Orientali del Friuli. Il est classé recommandé dans la province d'Udine et autorisé pour celle de Gorizia.
Le nom du cépage fait référence à la grande acisdité du vin de ce cépage. (de tacé-lenghe: taille la langue)

## Caractères ampélographiques
- Extrémité du jeune rameau cotonneux blanc.
- Jeunes feuilles duveteuses, jaune à plages bronzées.
- Feuilles adultes, à 5 lobes avec des sinus supérieurs profonds, un sinus pétiolaire en U très largement ouvert, des dents anguleuses, moyennes, en deux séries, un limbe cotonneux ou aranéeux.

## Aptitudes culturales
La maturité est de quatrième époque : 40 jours après le chasselas.

## Potentiel technologique
Les grappes sont moyennes et les baies sont de taille moyenne. La grappe est cylindrique, moyennement compacte. Le vin rouge est très acidulé.

## Synonymes
La tazzelenghe est connu sous les noms de tacelenghe, tacé-lenghe, tassalinghe, taze-lenghetazzalenghe, tazzalenghe nera, tazzalenghe nera friulana